# フルート、オーボエとヴィオラのための三重奏曲
フルート、オーボエとヴィオラのための三重奏曲（フルート オーボエとヴィオラのためのさんじゅうそうきょく、英語: Terzetto for flute, oboe and viola）は、グスターヴ・ホルストが1925年に作曲した室内楽曲。初演は翌年に行われた。アレグレットとウン・ポコ・ヴィヴァーチェの2つの楽章で構成される。3つの楽器は曲中通して異なる調性で書かれているが、ホルストは注意深く不協和音を最小化している。本作はホルストが円熟の様式で書いた唯一の室内楽曲である。本作ははじめ彼の人気作の一角を占めるというわけではなかったが、その後はレパートリーの中に位置を獲得し、評論家からは高い評価を受けている。

## 作曲と初演
オペラ『猪の頭』と『合唱交響曲』が初演された1925年、ホルストはそれらに比べてずっと規模の小さい三重奏曲を完成させた。多調の実験を行うかのごとくである本作の作曲は容易くなく、ホルストは作品が実際に演奏された際に構想に合致したものとなるか気を揉んでいた。彼は友人の評論家エドウィン・エヴァンズに、この曲が「おそらく室内楽か、もしくは紙の無駄のどちらか」になるだろうと書き送っている。同年中に行われた最初の通し演奏後もホルストは曲が本当に上手くいくのか不安を拭えず、その演奏を聴いた他の人々も同様に困惑していた。
初演は1926年3月2日にロンドン、ゴールデン・スクエアのFaculty of Arts Galleryにおいて、レオン・グーセンス（オーボエ）、アルベルト・フランセッラ（フルート）、ハリー・バーリー（ヴィオラ）の演奏によって行われた。6月18日にベルグレイヴ・スクエアのシーフォード・ハウスで行われた再演の模様はBBCによって放送された。ホルストは何度も演奏を聴いて、ようやく本作を気に入るようになった。彼は曲の一部を7つのパートソング（1925年-1926年）と二重協奏曲（1929年）へと転用している。

## 出版と評価
ホルストの生前には聴衆は概して共感を示さず、評論家の評は当初賛否両論だった。『ミュージカル・タイムズ』誌は暫定評価として「1度聴いただけでは、感心と称賛の間のなにがしかの感情と共に[3つの楽器の]運命を追う以上のことはできない」と述べており、『Musical News and Herald』は「完璧に空虚な多調の小品」として低評価を与えている。1934年のホルストの死亡記事では本作について「喜ばしい小曲、その難技巧は楽譜を検討するまでほとんど気付かれることはない」と触れている。その他の評論家は不協和音がないことに落胆した。
ようやく1944年に世に出された初版譜、1978年にホルストの娘であるイモージェン・ホルストが再編した版が存在し、いずれにもオリジナルの編成およびR・ジェームズ・ウィップルによるフルート、オーボエ、クラリネットのための編曲の2つが掲載されている。1999年には、本作は「イギリスの演奏曲目における人気作として十分確立」されていると語られるようになっている。現代の評論家は本作を「絶妙」、「愉快な独創性がある」、「静かな宝石のような完璧さ」を備えた「小さな傑作」などと形容している。

## 楽曲
曲は2つの楽章で構成される。第1楽章は抒情的なアレグレットで、3つの主要部分がコラール風の旋律で区切られる形式をとっている。第2楽章はウン・ポコ・ヴィヴァーチェと表示された軽妙なスケルツォである。目立たない舞踏のリズムを伴ったフーガであるが、憂鬱なメノ・モッソのパッセージが差し挟まれる。この楽章は3つの楽器のアルペッジョにより頂点を迎える。各楽器には異なる調号が記されているが、レイフ・ヴォーン・ウィリアムズは3つの調性が「耳で感じるよりも目で見ることでよくわかる」とホルストに伝えた。この指摘が暗に示すのは、ホルストが「非機能的三和音（a non-functional triadic harmony）」や「複合的調性（composite tonality）」と呼ばれているものを支持し、可能な限り注意深く不協和音を避けているということである。3つの調性を調和させる試みの一環として、彼は民謡調、もしくは旋法寄りと思われる旋律を用いており、結果として多調を用いているにもかかわらず、この頃までのホルスト作品の通例よりも渋味を和らげる効果をこの曲にもたらしている。また、ミヨーの室内交響曲群やラヴェルのヴァイオリンとチェロのためのソナタといった当時の他の多調作品よりも、本作の不協和音は確実に少なくなっている。